# John Grier
John B. „Cap” Grier (ur. 6 lutego 1901 w Delaware City, zm. 30 czerwca 1991 w Wilmington) – amerykański strzelec, olimpijczyk.
Grier wystąpił na Letnich Igrzyskach Olimpijskich 1924 w jednej konkurencji – karabinie małokalibrowym leżąc z 50 m. Uplasował się na 12. miejscu ex aequo z kilkoma innymi zawodnikami.
W 1923 roku był cywilem, lecz dołączył później do Delaware National Guard (w 1925 roku kapitan departamentu uzbrojenia tej formacji). Zawodowo zajmował się ubezpieczeniami, a także był kierownikiem w odlewni części samochodowych.

## Wyniki

### Igrzyska olimpijskie
| Igrzyska   | Konkurencja                       | Wynik    | Miejsce | Źródło |
| ---------- | --------------------------------- | -------- | ------- | ------ |
| Paryż 1924 | Karabin małokalibrowy leżąc, 50 m | 389 pkt. | 12      | [ 1 ]  |